# Роквејл (Колорадо)
Роквејл (енгл. Rockvale) град је у америчкој савезној држави Колорадо.

## Демографија
По попису из 2010. године број становника је 487, што је 61 (14,3%) становника више него 2000. године.
| Група             | 2000.       | 2010.       |
| Белци             | 394 (92,5%) | 438 (89,9%) |
| Афроамериканци    | 1 (0,2%)    | 0 (0,0%)    |
| Азијати           | 1 (0,2%)    | 2 (0,4%)    |
| Хиспаноамериканци | 18 (4,2%)   | 34 (7,0%)   |
| Укупно            | 426         | 487         |